# Bulbophyllum schmidii
Bulbophyllum schmidii là một loài phong lan thuộc chi Bulbophyllum.